# Đuôi cụt Elegant
Đuôi cụt Elegant, tên khoa học Pitta elegans, là một loài chim trong họ Pittidae.